# Leichtathletik-Länderkämpfe mit bundesdeutscher Beteiligung 1981
| Leichtathletik-Länderkämpfe mit bundesdeutscher Beteiligung 1981        | Leichtathletik-Länderkämpfe mit bundesdeutscher Beteiligung 1981 | Leichtathletik-Länderkämpfe mit bundesdeutscher Beteiligung 1981 | Leichtathletik-Länderkämpfe mit bundesdeutscher Beteiligung 1981 |
| ----------------------------------------------------------------------- | ---------------------------------------------------------------- | ---------------------------------------------------------------- | ---------------------------------------------------------------- |
|                                                                         |                                                                  |                                                                  |                                                                  |
| 1. Länderkampf 1981, Geher (Frauen): FRA – FRG                          |                                                                  |                                                                  |                                                                  |
| Nancy 16. Mai 1981                                                      | Nancy 16. Mai 1981                                               | 1. FRA 2. FRG                                                    | 12 P 10 P                                                        |
| 2. Länderkampf 1981, Geher (Männer): FRA – FRG                          |                                                                  |                                                                  |                                                                  |
| Nancy 17. Mai 1981                                                      | Nancy 17. Mai 1981                                               | 1. FRG 2. FRA                                                    | 24 P 20 P                                                        |
| 3. Länderkampf 1981, Werfer (Männer): FRG – ITA                         |                                                                  |                                                                  |                                                                  |
| Rhede 17. Mai 1981                                                      | Rhede 17. Mai 1981                                               | 1. FRG 2. ITA                                                    | 79 P 65 P                                                        |
| 4. Länderkampf 1981, Frauen: FRG – BGR                                  |                                                                  |                                                                  |                                                                  |
| Bielefeld 13. Juni 1981                                                 | Bielefeld 13. Juni 1981                                          | 1. FRG 2. BGR                                                    | 78 P 68 P                                                        |
| 5. Länderkampf 1981, Zehnkampf (Männer): URS – FRG                      |                                                                  |                                                                  |                                                                  |
| Leningrad 13./14. Juni 1981                                             | Leningrad 13./14. Juni 1981                                      | 1. URS 2. FRG                                                    | 46.751 P 46.483 P                                                |
| 6. Länderkampf 1981, Siebenkampf (Frauen): URS – FRG                    |                                                                  |                                                                  |                                                                  |
| Leningrad 13./14. Juni 1981                                             | Leningrad 13./14. Juni 1981                                      | 1. URS 2. FRG                                                    | 24.326 P 19.714 P                                                |
| 7. Länderkampf 1981, Männer: GBR – FRG – POL                            |                                                                  |                                                                  |                                                                  |
| London 23./24. Juni 1981                                                | London 23./24. Juni 1981                                         | 1. FRG 2. POL 3. GBR                                             | 168 P 136 P 112 P                                                |
| 8. Länderkampf 1981, Frauen: GBR – FRG – POL                            |                                                                  |                                                                  |                                                                  |
| London 23./24. Juni 1981                                                | London 23./24. Juni 1981                                         | 1. GBR 2. FRG 3. POL                                             | 119 P 110 P 81 P                                                 |
| 9. Länderkampf 1981, Geher (Frauen): FRG – DNK – FRA – SWE – SUI        |                                                                  |                                                                  |                                                                  |
| Grevenbroich 27. Juni 1981                                              | Grevenbroich 27. Juni 1981                                       | 1. SWE 2. FRA 3. FRG 4. SUI 5. DNK                               | 41 P 27 P 21 P 17 P 15 P                                         |
| 10. Länderkampf 1981, Geher (Männer): SWE – FRG                         |                                                                  |                                                                  |                                                                  |
| Östersund 4. Juli 1981                                                  | Östersund 4. Juli 1981                                           | 1. FRG 2. SWE                                                    | 25 P 19 P                                                        |
| 11. Länderkampf 1981, Männer: FRG – FRA                                 |                                                                  |                                                                  |                                                                  |
| Böblingen 4. Juli 1981                                                  | Böblingen 4. Juli 1981                                           | 1. FRG 2. FRA                                                    | 117 P 95 P                                                       |
| 12. Länderkampf 1981, Straßenlauf (Männer): FRG – ITA – NLD – AUT – SUI |                                                                  |                                                                  |                                                                  |
| Verden 1. August 1981                                                   | Verden 1. August 1981                                            | 1. ITA 2. FRG 3. NLD 4. SUI 5. AUT                               | 6:29:49 h 6:31:10 h 6:42:42 h 6:43:36 h 6:58:44 h                |
| 13. Länderkampf 1981, Nachwuchs (Männer): FRG – ITA                     |                                                                  |                                                                  |                                                                  |
| Schweinfurt 8. August 1981                                              | Schweinfurt 8. August 1981                                       | 1. FRG 2. ITA                                                    | 132 P 80 P                                                       |
| Chronik                                                                 |                                                                  |                                                                  |                                                                  |
| ← Länderkämpfe 1980                                                     | ← Länderkämpfe 1980                                              | Länderkämpfe 1982 →                                              | Länderkämpfe 1982 →                                              |

Im Jahr 1981 wurden dreizehn Leichtathletikländerkämpfe mit bundesdeutscher Beteiligung in dreizehn Veranstaltungen ausgetragen. Das war ein Vergleich weniger als im Vorjahr. Die größte Anzahl von 27 Begegnungen hatte es 1974 gegeben.
Nicht berücksichtigt sind Veranstaltungen wie der sogenannte „Lugano-Cup“, ein Weltcup der Geher unter dem Dach des Weltleichtathletikverbands (früher: IAAF), der ab 1965 unter Regie des Europäischen Leichtathletikverbands durchgeführte Leichtathletik-Europacup sowie ähnliche Events. Hier handelt es sich um Veranstaltungen, die als eigene Wettbewerbe ähnlich wie auch der Leichtathletik-Continentalcup (ab 1981) und der Geher-Europacup (ab 1996) außerhalb der üblichen Länderkämpfe durchgeführt wurden.
Aufgeführt sind hier die Länderkämpfe bundesdeutscher Leichtathleten. Die Sportler der DDR führten nach der deutschen Teilung im Jahr 1949 eigene Veranstaltungen durch.
Fünf der Vergleiche in dieser Saison bestanden aus dem allgemeinen leichtathletischen Programm. In den anderen acht Begegnungen standen die Wettbewerbsbereiche Gehen, Straßenlauf, Mehrkampf und Werfen auf dem Programm. Die Männer bestritten acht Vergleiche, die Frauen fünf.
Von den Frauenbegegnungen fanden zwei als Veranstaltungen allgemeiner leichtathletischer Disziplinen, zwei im Gehen und eine im Siebenkampf statt.
Drei der Männerbegegnungen waren Wettkämpfe mit den allgemeinen leichtathletischen Disziplinen, eine davon war als Begegnung für den Nachwuchs konzipiert. Zwei weitere Länderkämpfe wurden von den Gehern bestritten sowie je einer von den Straßenläufern, Zehnkämpfern und Werfern.

## Saisonhöhepunkt
Internationale Höhepunkte in dieser Saison waren der Europacup am 15. August in Zagreb sowie der Weltcup vom 4. bis 6. September in Rom. Weder das bundesdeutsche Frauen- noch das Männerteam konnten sich diesmal für die Wettkämpfe des Weltcups qualifizieren. Sowohl bei den Frauen als auch bei den Männern belegten die DDR und die Sowjetunion die Ränge eins und zwei. Die bundesdeutschen Frauen kamen wie 1979 auf den dritten Platz, die Männer verbesserten sich gegenüber der letzten Austragung um einen Rang hinter Großbritannien auf Platz vier. Im Weltcup starteten fünf bundesdeutsche Leichtathleten (vier Männer, eine Frau) für das Team Europa.

## Bilanz
In der Saison 1981 gab es für die bundesdeutschen Männer in ihren acht Länderkämpfen mit zwei Niederlagen zwei weniger als im Vorjahr:
- Zehnkampf-Vergleich gegen die Sowjetunion am 13./14. Juni in Leningrad
- Straßenlauf-Vergleich gegen Italien, die Niederlande, Österreich und die Schweiz am 1. August in Verden (Platz zwei hinter Italien)

Die sechs weiteren Männerbegegnungen entschieden die bundesdeutschen Athleten für sich. Die Siege resultierten aus drei Vergleichen mit dem allgemeinen leichtathletischen Programm, zwei Länderkämpfen der Geher und sowie aus einer Begegnung der Werfer.
Damit wiesen die Männer wie fast immer eine positive Bilanz auf. Negative Bilanzen hatte es in der Länderkampfgeschichte seit 1921 mit den Jahren 1976, 1977, 1979 und 1980 erst vier Mal gegeben. Am Ende der Saison hatte die bundesdeutsche Mannschaft in ihren nun insgesamt 368 Vergleichen 270 Siege und vier Unentschieden erzielt sowie 94 Niederlagen erlitten.
Die Frauen mussten in ihren fünf Länderkämpfen vier Niederlagen hinnehmen, das war eine mehr als im letzten Jahr.
- Geher-Vergleich gegen Frankreich am 16. Mai in Nancy
- Siebenkampf-Vergleich gegen die Sowjetunion am 13./14. Juni in Leningrad
- Ländervergleich gegen Großbritannien und Polen am 23./24. Juni in London (Platz zwei hinter Großbritannien)
- Geher-Vergleich gegen Dänemark, Frankreich, Schweden und die Schweiz am 27. Juni in Grevenbroich (Platz drei hinter Schweden und Frankreich)

Die weitere Frauenbegegnung entschieden die bundesdeutschen Athletinnen für sich. Der Siege resultierte aus einem Länderkampf mit dem allgemeinen leichtathletischen Programm.
Damit hatten die deutschen Frauen seit 1928 in nun 148 Aufeinandertreffen jetzt insgesamt 98 Siege errungen, ein Unentschieden erzielt und 49 Niederlagen hinnehmen müssen.
In der Gesamtsumme aller ihrer Länderkämpfe hatten die deutschen Leichtathleten von 516 Vergleichen 368 gewonnen, 143 verloren und fünf Unentschieden erzielt. 27 der Niederlagen stammten dabei aus 22 zweiten Plätzen, drei dritten und einem vierten Rang sowie einer Platzierung ohne Wertung hinter vier Gegnerteams in Begegnungen mit mehr als zwei Nationen.

## Bedeutung der Länderkämpfe in der Leichtathletik
Der Stellenwert von Länderkämpfen war in den letzten Jahren erheblich gesunken. Die Konkurrenz anderer Veranstaltungen war groß und sollte weiter wachsen. In den vergangenen Jahren waren neue Wettkampfformen hinzugekommen wie der oben schon genannte Europacup und der Weltcup (später Continentalcup). Außerdem gab es Europa- und Weltcupveranstaltungen für Teildisziplinen der Leichtathletik wie dem Gehen (Lugano-Cup) und dem Mehrkampf, die mehr Aufmerksamkeit auf sich zogen als die früher hoch im Kurs stehenden Länderkämpfe. Die Bedeutung einzelner Sportfeste, die für die Sportler im Hinblick auf Prämien für den Antritt, für Siege und für Rekorde immer lukrativer wurden, nahm sukzessive zu. Hier sind unter anderem Events wie Weltklasse Zürich, ISTAF Berlin, ASV-Sportfest Köln oder Sportfeste in Stockholm, Oslo, Monaco, … zu nennen, die später als IAAF Super Grand Prix, IAAF Golden League und Diamond League noch erheblich bedeutsamer wurden.
So wurden in den 1950er, 1960er und beginnenden 1970er Jahren Länderkämpfe noch teilweise als Live-Sendung im Fernsehen übertragen, was danach nicht mehr der Fall war, weil die Aufmerksamkeit in der Leichtathletik auf andere oben genannte Bereiche überging. Die Gewichtung sollte sich in den kommenden Jahren noch viel mehr auf Veranstaltungen verschieben, in denen der Fokus stärker auf die Einzelsportler und Staffeln gerichtet war. Länderkämpfe und Ländervergleiche auch in Form von Europacup und Weltcup spielten dabei abgesehen von der Beachtung durch ein Fachpublikum eine in den kommenden Jahren zunehmend untergeordnete Rolle. Neben bestimmten klassischen Sportfesten mit hohen Prämien ragten dabei vor allem die Wettbewerbe bei Olympischen Spielen, Europameisterschaften und ab 1983 bei Weltmeisterschaften heraus.

## Verschiedene Formen von Länderkämpfen
Es gab weiterhin sechs verschiedene Arten von Länderkämpfen:
1. Vergleiche mit einer Mischung von Disziplinen aus dem allgemeinen leichtathletischen Programm
Jede Nation war in der Regel mit zwei Athleten je Disziplin vertreten. Bei den Männern waren hier zwanzig Wettbewerbe zum Standard geworden. Allerdings wurden die beiden Langstrecken über 5000 und 10.000 Meter inzwischen verkürzt als Rennen über 3000 und 5000 Meter durchgeführt. Aus dem olympischen Wettbewerbskatalog fehlten demnach in der Regel nur der 10.000-Meter-Lauf, der Marathonlauf, die beiden Gehwettbewerbe und der Zehnkampf.
Der Länderkampfdisziplinkatalog bei den Frauen hatte bis 1968 standardmäßig aus elf Disziplinen bestanden und war mit den damals bei Olympischen Spielen angebotenen Frauenwettbewerben identisch. Von 1969 an gab es hier Veränderungen: (1) Mit dem 1500-Meter-Lauf sowie der 4-mal-400-Meter-Staffel wurden zwei neue Wettbewerbe, die bei den Europameisterschaften 1969 in das Programm aufgenommen worden waren, mit in den Katalog der Frauenländerkämpfe integriert. Damit erhöhte sich die Zahl der Disziplinen auf dreizehn. (2) Der 80-Meter-Hürdenlauf war ab 1969 überall durch den 100-Meter-Hürdenlauf ersetzt worden. Das war auch bei den Länderkämpfen der Fall. Neu hinzu kam nun manchmal auch ein Rennen über 3000 Meter, eine Strecke, die erst 1984 olympisch wurde und dann in Angleichung an das Männerprogramm 1996 durch den 5000-Meter-Lauf abgelöst wurde.
In seltenen Fällen gab es in Länderkämpfen sowohl bei den Frauen als auch bei den Männern Abweichungen vom Standard in Form von Hinzunahme oder Weglassen einzelner Disziplinen.
2. Vergleiche im Mehrkampf – bei den Frauen im Siebenkampf, bei den Männern im Zehnkampf
Bei den Frauen wurde der Fünfkampf ab 1981 unter Angleichung an den internationalen Programmkatalog durch den Siebenkampf ersetzt.
Die Zahl der Vertreter je Land war dabei nicht standardisiert. In der Regel wurden von den gestarteten Teilnehmern nicht alle gewertet. Bei vier Vertretern je Disziplin beispielsweise wurden meist die drei Besten gewertet.
3. Vergleiche der Geher
Diese Begegnungen wurden bei den Männern in Form von Straßengehen ausgetragen. Es kamen zwei Disziplinen zur Austragung, ein Wettkampf über 20 Kilometer und ein Wettkampf über eine längere Distanz, die manchmal über 35 und manchmal über 50 Kilometer führte.
1976 kam das Gehen auch für die Frauen ins Programm. Ausgetragen wurde dabei ein Wettbewerb über 5000 Meter, 1976 auf der Straße, später wechselweise auf der Bahn oder auf der Straße. Das Gehen für Frauen stand erst ganz am Anfang seiner Entwicklung, diese Sportart musste sich im Frauenbereich noch durchsetzen. Bei Olympischen Spielen gab es 1992 in Barcelona zum ersten Mal einen Geher-Frauenwettbewerb, bei Europameisterschaften war das 1986 in Stuttgart zum ersten Mal der Fall.
Bezüglich der Teilnehmerzahl je Land und Wettbewerb wurde verfahren wie in den Mehrkämpfen.
4. Vergleiche im Straßenlauf
Bis einschließlich 1980 wurde ein Rennen über dreißig Kilometer ausgetragen. 1981 wurde die Streckenlänge auf 25 Kilometer gekürzt. 1982 fand das Rennen jedoch wieder über dreißig Kilometer statt. Auch hier wurde bezüglich der Teilnehmerzahl je Land verfahren wie in den Mehrkämpfen.
5. Vergleiche im Marathonlauf.
Bezüglich der Teilnehmerzahl je Land wurde hier ebenfalls verfahren wie in den Mehrkämpfen.
6. Vergleiche mit den alleinigen Disziplinen Sprung und Wurf/Stoß.
Diese Art von Länderkämpfen wurde 1980 zum ersten Mal seit 1975 in Form eines Werfer-Vergleichs wieder ins Programm genommen und auch 1981 fand wieder ein Länderkampf der Werfer statt.

## Austragungsform und Wertungsmodus
In der Vergangenheit wurden Länderkämpfe mit dem allgemeinen leichtathletischen Programm in der Regel mit zwei Vertretern pro Land und Disziplin durchgeführt. In einigen Vergleichen wurden wie schon in den Jahren zuvor drei Teilnehmer je Land und Wettbewerb eingesetzt. Die Regeln zur Punktevergabe wurden dabei durchgängig so angewendet, dass der Letztplatzierte einen Punkt erhielt, die weiteren Athleten in den Platzierungen jeweils aufwärts bis hin zu Rang zwei einen Punkt mehr. Der Erstplatzierte bekam zwei Punkte mehr gutgeschrieben als der Athlet auf Platz zwei. Für Länderkämpfe mit zwei Vertretern je Land und Disziplin bedeutete das: Platz 1: 5 P, Pl. 2: 3 P, Pl. 3: 2 P, Pl. 4: 1 P. Bei drei Vertretern je Land und Disziplin ergab sich folgende Punktevergabe: Platz 1: 7 P, Pl. 2: 5 P, Pl. 3: 4 P, Pl. 4: 3 P, Pl. 5: 2 P, Pl. 6: 1 P. Für die Staffeln gab es durchgängig fünf zu zwei Punkte.
Die Regeln zur Punktevergabe wurden ohne Ausnahme nach diesem standardisierten Wertungssystem angewendet. In weiteren Begegnungen mussten aufgrund anderer Rahmenbedingungen – mehr als zwei Teilnehmer je Nation in der Wertung oder mehr als ein Gegnerland – andere Regeln zur Punktevergabe zur Anwendung kommen. In den Mehrkämpfen wurden die Begegnungen entweder wie in anderen Begegnungen über die Platzierungen oder die Addition der im Wettkampf erzielten Punkte gewertet. Ähnlich wurde in den Straßenlauf-Länderkämpfen verfahren. Dort wurde entweder über die Platzierungen oder über die Addition der erzielten Zeiten gewertet.

## Geher-Länderkampf der Frauen gegen Frankreich
Den ersten Vergleich dieser Saison trugen die Geherinnen aus. Die bundesdeutschen Vertreterinnen trafen am 16. Mai in Nancy auf Frankreich. Es war die fünfte Begegnung zwischen den beiden Ländern. Die erste war 1977 an Frankreich gegangen, die nächsten drei hatte die Bundesrepublik für sich entschieden. In diesem Jahr mussten sich die bundesdeutschen Frauen mit zehn zu zwölf Punkten wieder knapp geschlagen geben. Am selben Ort trugen einen Tag später auch die männlichen Geher der beiden Nationen einen Länderkampf miteinander aus.

## Geher-Länderkampf der Männer gegen Frankreich
Im zweiten Vergleich des Jahres trafen die Geher wie ihre Kolleginnen in Nancy auf Frankreich. Das Aufeinandertreffen wurde am 17. Mai einen Tag nach dem Länderkampf der Geherinnen ausgetragen. Die Begegnung fand als Zweiländerkampf zum fünften Mal statt, vier Mal hatte die Bundesrepublik gesiegt, nur 1979 hatte Frankreich gewonnen. Zuvor hatte es außerdem acht Länderkämpfe mit den französischen Gehern gegeben, an denen mit der Schweiz und zwei Mal auch zusätzlich mit Belgien weitere Nationen beteiligt waren. In allen diesen Wettkämpfen hatten die bundesdeutschen Vertreter vorne gelegen. Auch hier in Nancy gewann die bundesdeutsche Mannschaft mit 24 zu zwanzig Punkten, demselben Ergebnis wie im Vorjahr.

## Werfer-Länderkampf der Männer gegen Italien
Im dritten Saisonvergleich stand wie im Vorjahr ein Länderkampf der Werfer gegen Italien an. Die Begegnung wurde am 17. Mai in Rhede ausgetragen. Es war der zweite Werfer-Vergleich zwischen den beiden Ländern, den ersten hatten die bundesdeutschen Vertreter für sich entschieden. Auch diesmal lag die Bundesrepublik Deutschland vorn und siegte mit 79 zu 65 Punkten.

## Leichtathletik-Länderkampf der Frauen gegen Bulgarien
Der vierte Saisonvergleich war der erste Länderkampf des Jahres mit dem allgemeinen leichtathletischen Programm. Am 13. Juni traten die Frauen in Bielefeld gegen Bulgarien an. Zuvor hatte es erst eine Begegnung zwischen den beiden Nationen gegeben. 1976 hatten die bundesdeutschen Frauen, als sie in der betreffenden Veranstaltung auch auf die Sowjetunion getroffen waren, gegen Bulgarien gewonnen. Auch in Bielefeld siegte das bundesdeutsche Team mit diesmal 78 zu 68 Punkten.

## Zehnkampf-Länderkampf der Männer gegen die Sowjetunion
Den fünften Länderkampf dieser Saison bestritten die Zehnkämpfer, die zum dreizehnten Mal auf die Sowjetunion trafen. Die Begegnung wurde am 13./14. Juni in Leningrad, dem heutigen Sankt Petersburg, ausgetragen. Die Zwischenbilanz lautete neun zu drei für die UdSSR, den letzten Sieg für die Bundesrepublik hatte es 1977 gegeben. Auch in diesem Jahr lag die Sowjetunion mit 46.751 zu 46.483 Punkten wieder knapp vorn. Die Mehrkämpferinnen der beiden Länder trafen sich an denselben beiden Tagen ebenfalls in Leningrad zu einem eigenen Vergleich.

## Siebenkampf-Länderkampf der Frauen gegen die Sowjetunion
Im sechsten Vergleich des Jahres traten die bundesdeutschen Mehrkämpferinnen wie ihre männlichen Kollegen am 13./14. Juni in Leningrad gegen die Sowjetunion an. Eine Premiere stellte die neue Form des Mehrkampfs für die Frauen dar. Anstelle eines Fünfkampfs gab es ab 1981 einen Siebenkampf. Elf Mehrkampfbegegnungen zwischen diesen Teams hatte es zuvor gegeben, sieben hatte die Sowjetunion gewonnen, vier die Bundesrepublik Deutschland. Nach dem Sieg im Vorjahr mussten die bundesdeutschen Vertreterinnen in Leningrad eine Niederlage hinnehmen, die mit 19.714 zu 24.326 Punkten sehr hoch ausfiel, weil drei bundesdeutsche Siebenkämpferinnen ihren Wettkampf vorzeitig beenden mussten.

## Leichtathletik-Länderkampf der Männer gegen Großbritannien und Polen
Im siebten Vergleich gab es wieder einen Dreiländerkampf der Männer mit dem allgemeinen leichtathletischen Programm. Am 23./24. Juni trafen sich in London dazu Vertreter der drei Länder Großbritannien, Polen und Bundesrepublik Deutschland. Zuletzt waren sich die drei Länder 1979 begegnet, als mit der Schweiz noch ein vierter Teilnehmer mit vertreten war. Die Bundesrepublik hatte in diesem Aufeinandertreffen vor Polen und Großbritannien vorne gelegen.
Gegen Großbritannien hatte es zwölf vorangegangene Zweiländerkämpfe gegeben, die Bilanz lautete zehn zu zwei für die Bundesrepublik. Allerdings war das bundesdeutsche Team beim letzten Aufeinandertreffen 1977 nur mit einer Zweitbesetzung angetreten und hatte sich so geschlagen geben müssen.
Gegen das starke Team aus Polen hatten die bundesdeutschen Leichtathleten mit fünf zu acht bei einem Unentschieden eine negative Bilanz. Die Vergleiche 1974 und 1975 hatte die Bundesrepublik Deutschland für sich entschieden, doch im Vorjahr hatte wieder Polen gesiegt.
Den Dreiländerkampf in London entschieden die bundesdeutschen Sportler mit 168 Punkten eindeutig für sich. Polen belegte mit 136 Punkten Rang zwei vor Gastgeber Großbritannien (112 Punkte).
Auch die Frauen der drei Länder trugen zum selben Termin und am selben Ort einen eigenen Vergleich miteinander aus.

## Leichtathletik-Länderkampf der Frauen gegen Großbritannien und Polen
Im achten Saisonvergleich trafen die Frauen wie parallel die Männer am 23./24. Juni in London auf Großbritannien und Polen. Einen Vierländerkampf unter zusätzlicher Beteiligung der Schweiz hatte es 1979 gegeben, den die Britinnen vor der Bundesrepublik und Polen für sich entschieden hatten.
Mit Großbritannien hatten die bundesdeutschen Frauen zuvor dreizehn Zweiländerkämpfe ausgetragen, die Bilanz lautete sieben zu sechs für die Bundesrepublik. Die letzte Begegnung war 1977 an Großbritannien gegangen.
Dreizehn Mal war die Bundesrepublik zuvor auf Polen getroffen. Acht Mal hatten die bundesdeutschen Leichtathletinnen gesiegt, fünf Mal die Polinnen, zuletzt hatte Polen 1980 vorne gelegen, als mit Ungarn ein drittes Team in getrennter Wertung an dem Aufeinandertreffen beteiligt war.
Wie zuletzt war die Entscheidung zwischen Großbritannien und der Bundesrepublik hier in London eng. Am Ende gab es dieselbe Reihenfolge wie 1979. Die Britinnen siegten mit 119 Punkten vor dem bundesdeutschen Team, das auf 110 Punkte kam. Die Polinnen belegten mit 81 Punkten etwas abgeschlagen den dritten Platz.

## Geher-Länderkampf der Frauen gegen Dänemark, Frankreich, Schweden und die Schweiz
Im neunten Saisonvergleich traten die bundesdeutschen Geherinnen am 27. Juni zu ihrem zweiten Länderkampf in diesem Jahr an. Dabei kam es zum vierten Aufeinandertreffen mit Schweden, Dänemark, Frankreich und der Schweiz. Austragungsort war Grevenbroich. Die ersten drei Vergleiche hatte jeweils Schweden vor der Bundesrepublik und Frankreich gewonnen. Auch diesmal hieß der Gewinner wieder Schweden. Den zweiten Platz eroberten diesmal die französischen Geherinnen, die mit 27 Punkten vierzehn Punkte hinter Schweden lagen. Die bundesdeutschen Vertreterinnen kamen auf 21 Punkte und Platz drei vor der Schweiz (siebzehn Punkte). Dänemark belegte mit fünfzehn Punkten den fünften Platz.

## Geher-Länderkampf der Männer gegen Schweden
Zum Saisonvergleich Nummer zehn reisten die bundesdeutschen Geher wieder einmal nach Schweden. Vierzehn Zweiländervergleiche hatte es zuvor zwischen Deutschland und Schweden gegeben, von denen Deutschland acht gewonnen hatte und Schweden sechs. Außerdem waren die Geher der beiden Nationen seit 1977 in vier Vergleichen mit mehreren weiteren Teilnehmern aufeinander getroffen, in denen die Bundesrepublik immer vor Schweden gelegen hatte. Der diesjährige Länderkampf wurde am 4. Juli in Östersund ausgetragen und wieder setzten sich die bundesdeutschen Vertreter durch. Mit neunzehn zu 25 Punkten gelang ihnen ein weiterer Erfolg gegen Schweden.

## Leichtathletik-Länderkampf der Männer gegen Frankreich
Im elften Vergleich dieses Jahres trafen die bundesdeutschen Männer in einer Veranstaltung mit dem allgemeinen leichtathletischen Programm am 4. Juli in Böblingen auf Frankreich. Beide Länder traten in einem Großteil der Wettbewerbe nicht in Bestbesetzung an. Es war die 26. Begegnung zwischen diesen beiden Ländern in Zweiländerkämpfen, alle vorangegangenen Aufeinandertreffen hatte Deutschland für sich entschieden. Darüber hinaus hatte es 1978 einen Nachwuchs-Vergleich gegeben, der ebenfalls an die Bundesrepublik gegangen war. Auch in Böblingen wurde dieser Trend bestätigt, das bundesdeutsche Team gewann mit 117 zu 95 Punkten.

## Straßenlauf-Länderkampf der Männer gegen Italien, die Niederlande, Österreich und die Schweiz
Der zwölfte Länderkampf war der einzige Vergleich der Straßenläufer in dieser Saison. Der inzwischen traditionelle Dreiervergleich zwischen der Schweiz, der Bundesrepublik Deutschland und den Niederlanden wurde diesmal erweitert durch die Teilnahme von Italien und Österreich. Zum ersten Mal wurde der Straßenlauf nicht über 30, sondern über 25 Kilometer ausgetragen. Das Rennen fand am 1. August in Verden an der Aller statt. Achtzehn Mal hatte es dieses Aufeinandertreffen als Dreiländerkampf gegeben. In den ersten elf vorangegangenen Begegnungen hatten immer die bundesdeutschen Läufer vorne gelegen, doch von 1974 bis 1977 hatte sich vier Mal in Folge das Team aus der Schweiz vor der bundesdeutschen Mannschaft durchgesetzt. 1978 war diese Serie durch den zwölften Sieg des bundesdeutschen Teams gestoppt worden. 1979 hatten die niederländischen Läufer ihren ersten Sieg in diesen Dreiländerkämpfen feiern können. Im Vorjahr hatte mit dem insgesamt dreizehnten Erfolg in dieser Serie erneut das bundesdeutsche Team vorn gelegen. In Verden durfte Neuling Italien in 6:29:49 h den Sieg feiern. Knapp eineinhalb Minuten zurück belegte die Bundesrepublik Deutschland Rang zwei. Mit einem Abstand von etwas mehr als elfeinhalb Minuten folgte die Niederlande deutlich dahinter auf dem dritten Platz. Vierter wurde eine knappe weitere Minute zurück die Schweiz. Österreich hatte als Fünfter einen Rückstand von weiteren gut fünfzehn Minuten.

## Nachwuchs-Leichtathletik-Länderkampf der Männer gegen Italien
Im dreizehnten und letzten Vergleich des Jahres 1981 traten die bundesdeutschen Nachwuchs-Athleten zum zweiten Mal nach 1980 gegen Italien an. Gastgeber war am 8. August die Stadt Schweinfurt. Das erste Aufeinandertreffen hatten Italiens Talente für sich entschieden. Die letzte Begegnung in einem Zweiländerkampf zwischen den Toppathleten der beiden Nationen lag schon länger zurück und hatte 1964 stattgefunden. Zwischenzeitlich hatte es allerdings vier Veranstaltungen als Sechsländerkampf gegeben, an denen zusätzlich Belgien, Frankreich, die Niederlande und die Schweiz beteiligt waren. Alle vorangegangenen Treffen hatten die bundesdeutschen Teams für sich verbucht. Hier in Schweinfurt glich das bundesdeutsche Nachwuchsteam die Bilanz gegen Italien aus und siegte sehr klar mit 132 zu achtzig Punkten.